# Uintah County
Artikeln behandlar countyt i Utah, ej att förväxla med Uinta County i Wyoming.
Uintah County är ett administrativt område i delstaten Utah, USA, med 32 588 invånare. Den administrativa huvudorten (county seat) är Vernal. 
Del av Dinosaur nationalmonument ligger i countyt.

## Geografi
Enligt United States Census Bureau har countyt en total area på 11 652 km². 11 595 km² av den arean är land och 57 km² är vatten. 

### Angränsande countyn
- Daggett County, Utah - nord
- Moffat County, Colorado  nordöst
- Rio Blanco County, Colorado - öst
- Garfield County, Colorado - sydöst
- Grand County, Utah - syd
- Emery County, Utah - sydväst
- Carbon County, Utah - väst
- Duchesne County, Utah - väst
- Summit County, Utah - nordväst